# Hotel Bayrischer Hof (Heidelberg)

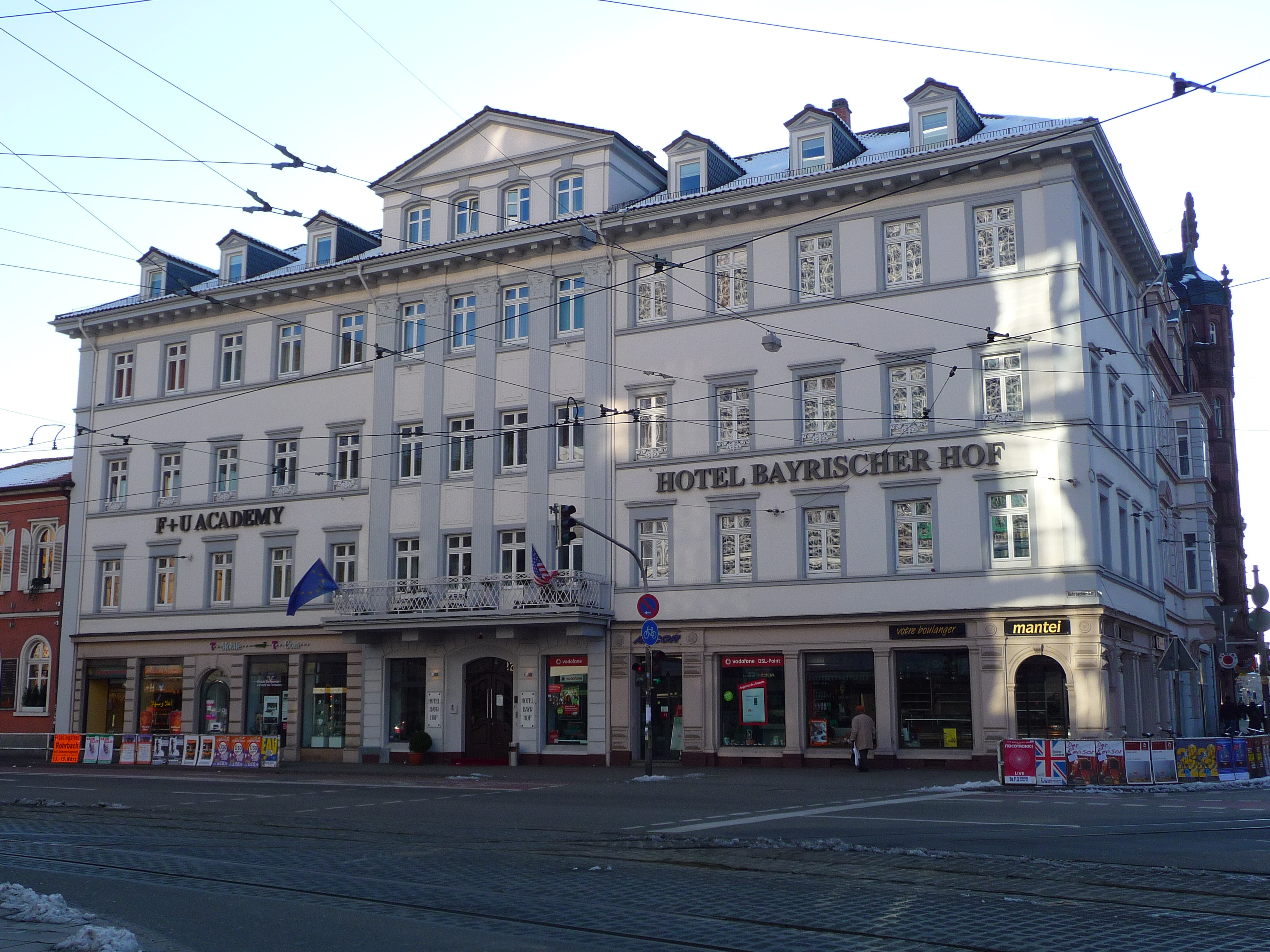
Hotel Bayerischer Hof (2010)

Das Hotel Bayrischer Hof am Bismarckplatz in Heidelberg wurde 1856 errichtet. Das Anwesen steht heute unter Denkmalschutz.

## Geschichte

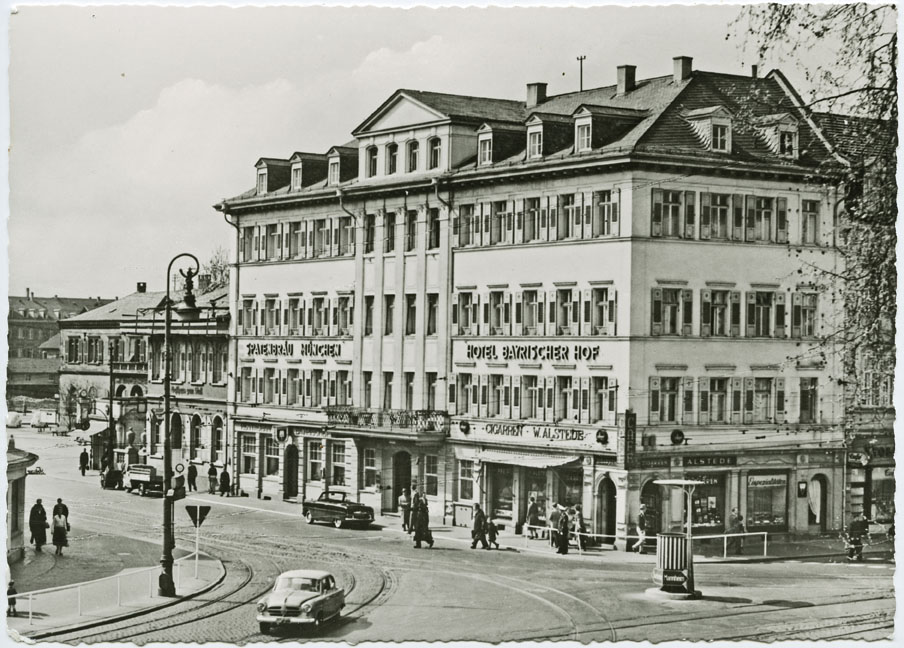
Frontalansicht des Hotels in den 1950er-Jahren

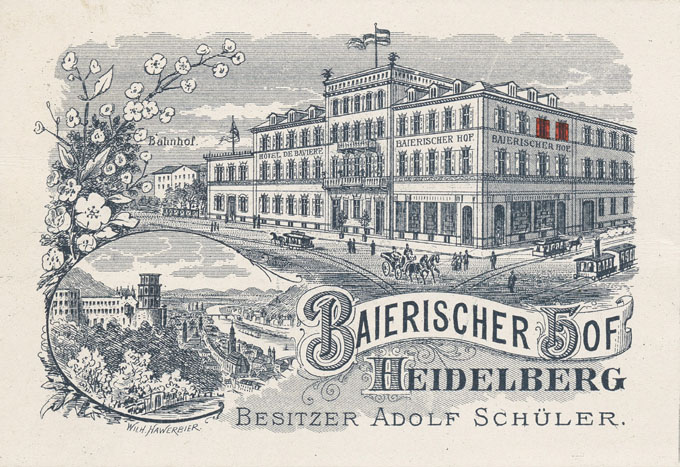
Postkarte aus der Zeit Adolf Schülers

Das Hotel wurde 1856 in unmittelbarer Nähe zum 1840 errichteten Bahnhof unter der Leitung von Hottinger eröffnet. In den darauffolgenden Jahren wechselte es mehrmals den Besitzer. 1896 nannte sich das Hotel, geleitet von Adolf Schüler, „Baierischer Hof“ und erfuhr im Jahr 1931 wiederum eine Namensänderung zu „Bayerischer Hof“. Gegen Ende des Zweiten Weltkriegs besetzte die deutsche Wehrmacht den Bayrischen Hof als provisorischen Stützpunkt, um den Einmarsch der 63. Infanteriedivision der US-Armee aufzuhalten.
Nach elfjähriger Schließung wurde das Hotel im Juni 1956 mit 90 Betten wiedereröffnet und zählte damit zu den damals führenden Häusern in Heidelberg. Durch den Einbau eines Lifts, von Privatbädern und Zimmertelefonen erhielt es für die damalige Zeit einen überragenden Komfort. 1982 geriet das Hotel in eine wirtschaftliche Krise. Das Hotel hatte sich im Laufe der Jahre auf 46 Zimmern mit 70 Betten, nur sechs davon mit Bad und WC, zurückentwickelt. Die Bayrischer Hof Verwaltungsgesellschaft mbH, heute Academy Group Hotels and Restaurants GmbH, pachtete das denkmalgeschützte Gebäude und renovierte es innerhalb von drei Jahren. Die Neueröffnung des 3-Sterne-Superior-Hotels fand im Oktober 2008 statt. Das Hotel verfügt heute über 56 Zimmer, einen Frühstücksraum und neun Appartements in einer Dependance in der Fahrtgasse 17/1.